# Понграцовце
Понграцовце (словац. Pongrácovce) — село и одноимённая община в районе Левоча Прешовского края Словакии. В письменных источниках начинает упоминаться с 1297 года.

## География
Село расположено в юго-западной части края, на юго-восточных склонах горного массива Левочске-Врхи, при автодороге 3217. Абсолютная высота — 540 метров над уровнем моря. Площадь муниципалитета составляет 2,99 км².

## Население
| Год:                | 1994 | 2004     | 2014  | 2024     |
| ------------------- | ---- | -------- | ----- | -------- |
| Количество человек: | 114  | 100      | 111   | 140      |
| Разница:            |      | −12,28 % | +11 % | +26,12 % |

По данным последней официальной переписи 2021 года, численность населения Понграцовце составляла 127 человек.
Национальный состав населения (по данным переписи населения 2011 года):
| Национальность | Численность, человек |
| -------------- | -------------------- |
| словаки        | 96                   |
| другие         | 1                    |

По данным переписи 2021 года, в конфессиональном составе населения преобладали католики (98,4 %).